# Nathan Dyer
Nathan Antone Jonah Dyer, född 29 november 1987 i Trowbridge, är en engelsk fotbollsspelare som senast spelade för Swansea City.

## Karriär
Nathan Dyer spelade i Southamptons akademi som tonåring. Under sin tid i Southampton 2005–2009 spelade han 56 matcher, men var under flera säsonger utlånad till Burnley, Sheffield United och Swansea City. 
Dyer lyckades bra i Swansea och 2009 köptes han av dem. 2015 lånades han ut till Leicester City, sommaren 2016 återvände han till Swansea efter att ha vunnit Premier League 2015/2016 med Leicester.